# Étardova reakce
Étardova reakce je chemická reakce, která zahrnuje přímou oxidaci aromatické nebo heterocyklické vázané methylové skupiny na aldehyd pomocí chromylchloridu. Například toluen lze oxidovat na benzaldehyd.
Je pojmenována po francouzském chemikovi Alexandru Léonu Étardovi.

## Reakční mechanismus
Reakční mechanismus probíhá prostřednictvím enové reakce s chromylchloridem za vzniku vysráženého Étardova komplexu. Étardův komplex se pak rozkládá [2,3] sigmatropním přesmykem za redukčních podmínek, aby se zabránilo další oxidaci na karboxylovou kyselinu. Redukční podmínky pro rozklad Étardova komplexu poskytuje nasycený vodný siřičitan sodný. Typickými rozpouštědly pro tuto reakci jsou sirouhlík, dichlormethan, chloroform a tetrachlormethan, přičemž nejčastěji se používá tetrachlormethan. Aby se získal vysoce čistý aldehydový produkt, sraženina Étardova komplexu se často před rozkladem čistí, aby se zabránilo reakci s nezreagovaným činidlem. Reakce obvykle probíhá několik dní až týdnů a výtěžky jsou vysoké.

## Omezení
Étardova reakce se nejčastěji používá jako relativně snadná metoda přeměny toluenu na benzaldehyd. Získání specifických aldehydových produktů z jiných činidel než toluenu bývá obtížné kvůli přesmykování. Například propylbenzen se oxiduje na propiofenon, fenylaceton a několik chlorovaných produktů, přičemž hlavním produktem je fenylaceton. Jiný příklad vyplývá z Étardovy reakce trans-dekalinu, jejímž výsledkem je směs trans-9-dekalolu, spiro[4,5]dekan-6-onu, trans-1-dekalonu, cis-1-dekalonu, 9,10-oktal-1-onu a 1-tetralonu.
Jiná oxidační činidla, jako manganistan draselný nebo dichroman draselný, oxidují na stabilnější karboxylové kyseliny.

## Využití
Oxidace toluenu na benzaldehyd je poměrně užitečná. Benzaldehyd se běžně používá pro svou mandlovou příchuť. Aldehyd je poměrně reaktivní a snadno se účastní aldolových kondenzací. Benzaldehyd může sloužit jako prekurzor různých sloučenin, včetně barviv, parfémů a léčiv. Například prvním krokem při syntéze efedrinu je kondenzace benzaldehydu s nitroethanem. Kromě toho je benzaldehyd nápomocný při syntéze fenterminu. Na rozdíl od jiných oxidačních činidel (jako KMnO4 nebo CrO3 atd.) chromylchlorid neoxiduje aldehyd na karboxylovou kyselinu.